# Kéthely
Kéthely egy község Somogy vármegyében, a Marcali járásban.

## Fekvése
Marcalitól északra, Balatonkeresztúrtól délre, Balatonújlak és Marcali közt fekvő település. Központján áthalad a 68-as főút, ezen könnyen megközelíthető Barcs, Marcali és a Balaton felől is; közigazgatási területe északi részén ágazik ki a főútból a Balatonújlakra vezető 6707-es út. A Somogyszob–Balatonszentgyörgy-vasútvonal személyforgalmának 2009-es leállításáig vonattal is elérhető volt a település. Szőlő- és borgazdasági szempontból a település a Balatonboglári borvidék részét képezi.

## Története
Kéthely nevét az 1332-1337 évi pápai tizedjegyzék említette először, már ekkor egyházas hely volt. 1403-ban Keethel, 1455-ben Kedhely alakban írva említették az oklevelek.

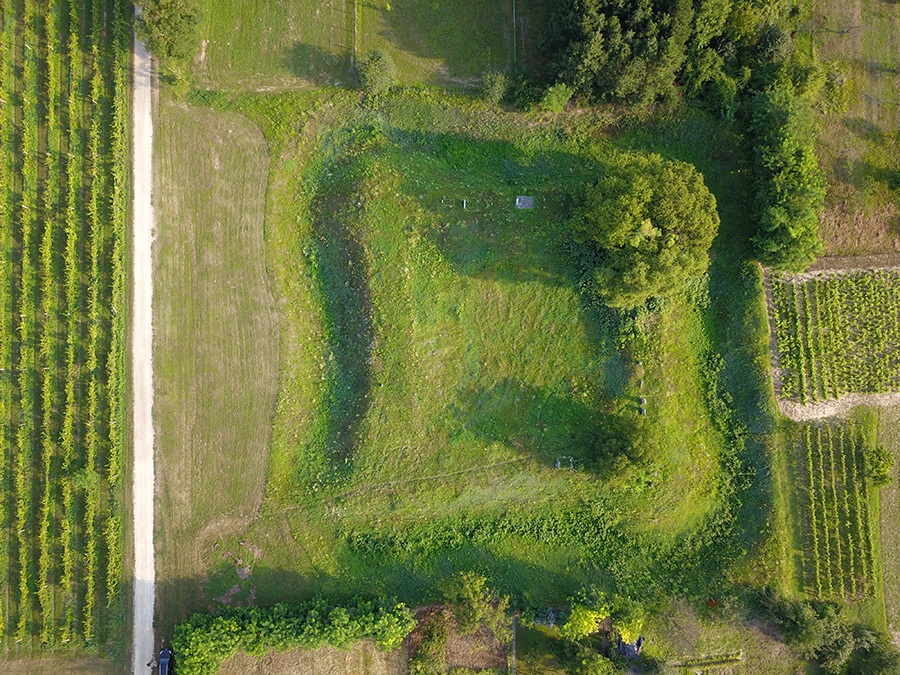
Kéthely - Fancsika légi fotón

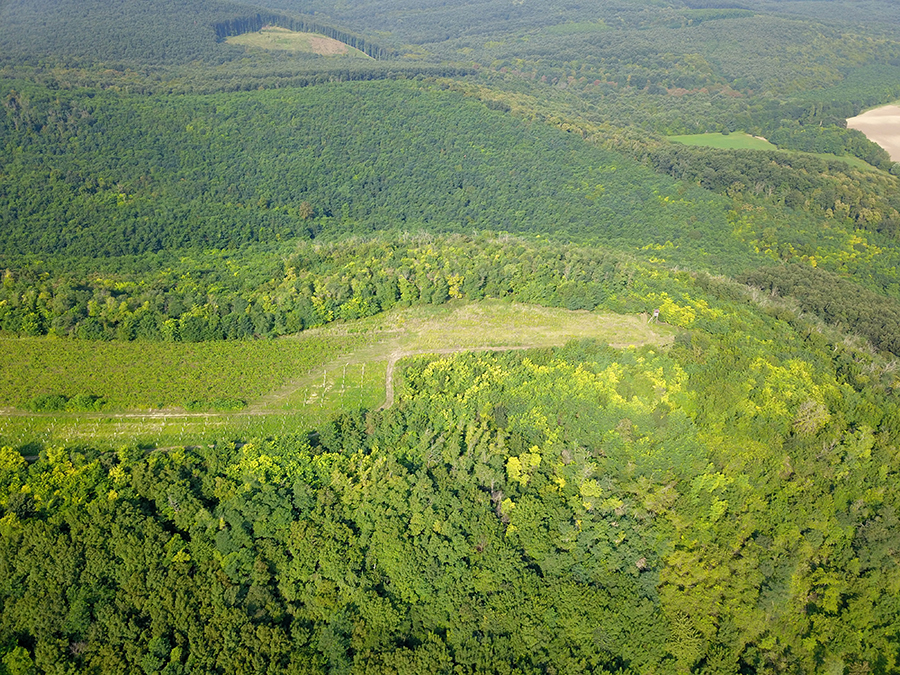
Kéthely - késő bronzkori földvár, Paraplé domb légi felvételen

Kéthely a Gordovai Fancsi család birtoka volt, 1403-ban nyerte a királytól Fancs László fia, László a hűtlen Tamás fiainak, Jánosnak és Istvánnak, itteni birtokait, melyen 1424-ben Fancs László fiai, János, Imre, Bertalan és László, osztoztak meg és 1455-ben új adományt is nyertek rá. 1464-ben pedig Battyáni Alapi András a helység nála zálogban levő részeit is Gordovai Fancsi Gáspárnak adta. 1550-ben még a Gordovai Fancsi családé, ekkor Fancsi János és György voltak a földesurai. A Gordovai Fancsiaknak itt váruk is volt, mely a fennmaradt adatok szerint 1566. szeptember 29-én még a magyarok birtokában volt, bár Szigetvár eleste után a vármegye összes erődítménye török kézbe került. 1563-ban neve szerepelt a török kincsári fejadójegyzékben is, mely szerint 15 adóköteles házból állt, 1580-ban pedig 20 ház állt itt. 1598-1599-ben Török István birtoka volt, az 1660 évi dézsmaváltságjegyzék szerint pedig már Zankó Miklós volt a birtokosa és még 1703 táján is e családé volt; Zankó Miklós és Boldizsár voltak a földesurai. 1726-ban a gróf Harrach családé, 1733-ban pedig már Magyarival együtt, a Hunyady család birtoka volt. 1767-ben báró Kéthelyi Hunyady Jánosé és a Hunyadiaké volt még a 20. század elején is. A családi kastélyt gróf Hunyady József 1760 körül építtette Sári-pusztán, a községbeli emeletes kastély pedig 1850 körül épült.
Kéthely 1715. március 17-én országos, 1843. február 16-án országos és hetivásárok tartására is szabadalmat nyert.
A 20. század elején Somogy vármegye Marcali járásához tartozott.
1910-ben 3806 lakosából 3776 magyar volt. Ebből 3706 római katolikus, 14 református, 75 izraelita volt.
Kéthelyhez tartozott Baja puszta, Kula puszta és Marót puszta és Sári puszta is, és e tájon fekhetett egykor Muszt elpusztult falu is.

### Baja puszta
Baja pusztát 1403-ban Gordovai Fancs László nyerte adományul Zsigmond királytól.

### Kula puszta
Kula puszta nevét már 1424-ben említette a Gordovai Fancs család osztálylevele.

### Marót puszta
Marót puszta helyén a középkorban két falu: Kismarót és Nagymarót állt. A 15. században a szakácsi pálosoké volt. 1436-ban az egyik Marót nevű helységnek plébániája is volt. Kismarót neve 1446-ban fordult elő, 1484-1500 között Marót és Kismarót Lak tartozékai között volt felsorolva. 1496-ban Marót földesura az Enyingi Török család volt. 1583-ban pedig Nagy-Maróth Komornik István birtoka. Az 1563 évi török kincstári adójegyzékben Nagymaród 4, Kis-Maród 2 házzal volt felvéve, az 1701-1703-as összeíráskor Nagymarót és Kismarót Marton Istváné volt, majd 1726-ban a gróf Harrach, 1733-ban a Hunyadi család birtoka volt. Ettől kezdve sorsa ugyanaz, mint Kéthelyé.

### Sári puszta
Sári puszta 1424-1498 között Baja pusztával együtt szerepelt, az 1550 évi adólajstromban pedig elpusztult helységként van feltüntetve. 1660-ban Zankó Miklós, 1703 körül Zankó Miklós és Boldizsár birtoka volt. 1715-ben 11 háztartást jegyeztek fel benne és még az 1720-as összeírás szerint is önálló jobbágyfalu volt. 1726-ban a gróf Harrach, 1733-ban a Hunyady család birtokolta. Ez időtől Kéthely sorsában osztozott.

### Muszt
Kéthelytől északnyugatra található a muszti erdő, erre felé fekhetett Muszt helység is, amelyet már 1261-ben említettek az oklevelek. 1408 előtt Mesztegnyei Szerecseny Mihály birtoka volt, melyet 1408-ban Gordovai Fancs László nyert adományul. 1444-ben Budavári-Muszt néven fordult elő, ekkor a budai (óbudai) káptalan birtoka volt. 1464-ben a Csányi családé volt, 1583-ban pedig Török István volt a földesura, 1703 körül Zankó Miklós és Boldizsár birtoka, 1726-ban a gróf Harrach családé, 1776-ban pedig báró Hunyady Jánosé volt.

## Közélete

### Polgármesterei
- 1990–1994: Németh Lajos (független)[4]
- 1994–1998: Németh Lajos (független)[5]
- 1998–2002: Németh Lajos (független)[6]
- 2002–2006: Németh Lajos (független)[7]
- 2006–2010: Németh Lajos (független)[8]
- 2010–2014: Sipos Balázs (Fidesz-KDNP)[9]
- 2014–2019: Molnár Balázs (független)[10]
- 2019–2024: Molnár Balázs (független)[11]
- 2024– : Molnár Balázs (független)[1]

## Népesség
A település népességének változása:
| Lakosok száma | 2299 | 2293 | 2282 | 2227 | 2123 | 2177 | 2151 |
|               | 2013 | 2014 | 2015 | 2021 | 2022 | 2023 | 2024 |

A 2011-es népszámlálás során a lakosok 81,1%-a magyarnak, 6% cigánynak, 1,2% németnek mondta magát (18,3% nem nyilatkozott; a kettős identitások miatt a végösszeg nagyobb lehet 100%-nál). A vallási megoszlás a következő volt: római katolikus 56,7%, református 1,6%, evangélikus 0,4%, felekezet nélküli 9,6% (30,1% nem nyilatkozott).
2022-ben a lakosság 90,4%-a vallotta magát magyarnak, 2,9% németnek, 2,3% cigánynak, 0,1-0,1% horvátnak, szlovénnek és bolgárnak, 2% egyéb, nem hazai nemzetiségűnek (8,2% nem nyilatkozott; a kettős identitások miatt a végösszeg nagyobb lehet 100%-nál). Vallásuk szerint 44% volt római katolikus, 1,2% református, 0,6% evangélikus, 0,2% görög katolikus, 1,4% egyéb keresztény, 1,1% egyéb katolikus, 8,4% felekezeten kívüli (42,8% nem válaszolt).

## Nevezetességei

### Hunyady-kastély
Sáripusztán található a Hunyadyak egykori barokk stílusban megépített kastélya. Tízhektáros parkjában több ritka fafaj is megtalálható, például a kolorádófenyő és az ostorfa. Felújításra szorul, hasznosítása megoldásra vár. Alkalmas lehetne szállodának, wellnessközpontnak Keszthely, Hévíz, Zalakaros, és a Balaton közelségéből adódóan, sajnos befektető hiánya miatt folyamatosan romlik az állapota. A sármelléki nemzetközi repülőtér is jó lehetőséget nyújthatna a település idegenforgalmának fellendítésében. 

### Templom
Az ide látogatók felkereshetik a falu 1714-ben Zankó Miklós által épített műemléktemplomát, melyet Hunyady István földesúr bővített barokk stílusban. (Más forrás szerint 1740-ből származik.) Mai formáját 1750-ben nyerte el az épület. A falu központjában álló, szintén műemlék szentháromság-szobor ugyancsak ebből a korból származik. Ennek a szobornak a különlegessége, hogy rajta két kronogramma is olvasható, és mindkettő az 1799-es évszámot adja ki.

### Kápolna
Bár már a 15. század első felében is létezett egy Szűz Mária-kápolna Kéthelyen, a török megszállás alatt azonban megsemmisült. Ezért épült fel 1870-ben közadakozásból a ma is álló szőlőhegyi kápolna. 1944 decemberétől 1945 márciusáig tornyában katonai megfigyelőállást alakítottak ki, de az épületben ez nem tett kárt. Azóta 1959-ben, 1977-ben, 1993-ban és valamikor 2009 és 2014 között is felújították. Búcsúját szeptember 12-én rendezik, fogadalmi misét május 25-én (Szent Orbán napján), július 2-án (Sarlós Boldogasszony napján) és október 20-án (Szent Vendel napján) tartanak.

### Húsvéti tojásfa
2015 óta minden év tavaszán, húsvét táján a faluban színes tojások ezreit aggatják fel egy fára. A látványosság számos turistát vonz évről évre.

### Pörkütt Márton sírja
Bár Holládhoz közelebb van, de Kéthely közigazgatási területéhez tartozik ez a rejtélyes sír az erdőben. Az 1936-ban emelt fakeresztet felirata szerint Páger erdőőr emeltette Pörkütt Márton emlékére, aki „betyárok áldozata”. Azt nem lehet tudni, hogy ki volt Pörkütt Márton, és hogy ez a valódi neve-e, és azt sem, hogy 1936-ban halt-e meg, vagy a sír már akkor is régi volt. A helyi legendák szerint vagy maga is betyár volt, akit társai öltek meg, vagy egy ismeretlen kereskedő, akit a betyárok elfogtak, és megégettek.

### A kezesfa
Kéthely és Hollád között az erdőben az erdei utak egyik fontos csomópontjában valamikor a 20. század elején állt egy nagy tölgyfa, amelynek ágai éppen az utak irányába mutattak. Amikor a fa kiszáradt, ezeket az ágakat valaki kéz formájúra faragta meg, így jött létre az úgynevezett „kezesfa”. Később ez kidőlt, majd nyomtalanul eltűnt, az utókor pedig több formában is állított emléket neki. A legújabb, ma is látható útjelzőtábla, amelynek mutatói szintén kéz formájúak, 2011-ben készült.

### Bormozi
2016-ban a Kristinus pincészetben nyílt meg Európa első „bormozija”, azaz egy olyan mozi, ahol a szokásos cukrozott üdítők helyett bort lehet inni film közben. A bormozi a Covid19-pandémia óta nem üzemel. A borbirtok 2018 végén teljesen átállt biodinamikus gazdálkodásra, csak bioborokat állítanak elő, és természetközeli rendezvényközpontként is üzemelnek, amelynek a moziterem is része.

## Híres kéthelyiek
- Itt született Bakai József tízpróbázó atléta, az 1972-es müncheni olimpián a tízpróbázó csapat tagja.
- Itt született Bakay Lajos színművész.
- Itt született Bodenburg Lina (Hegedűs Lajosné) színésznő, énekesnő. A népszínművek első jelentős tolmácsolója.
- Itt született Gerics Pál sebész, állatorvos, pedagógus, mezőgazdasági szakíró, a keszthelyi Georgikon tanára.

## A település az irodalomban
- Kéthely, illetve annak vára, mint a 16. század végi észak-somogyi védelmi rendszer egyik fontos erőssége megjelenik Fekete István író A koppányi aga testamentuma című ifjúsági regényében, annak egyik érintőlegesen említett helyszíneként.

## Képek

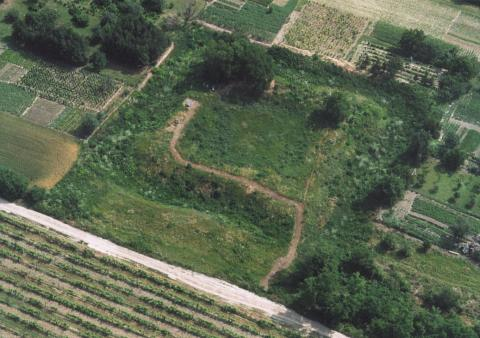
A Fáncsi-vár
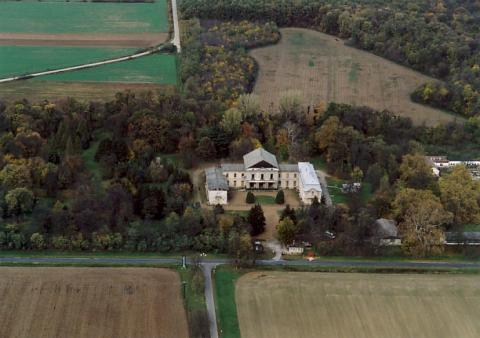
A Hunyady-kastély
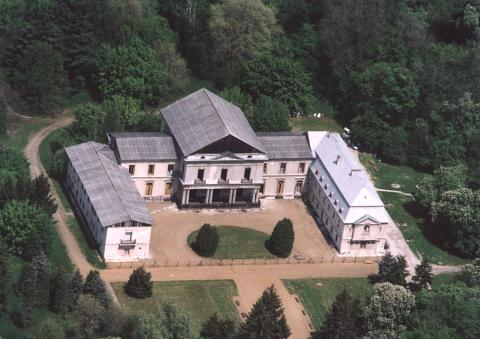
A Hunyady-kastély
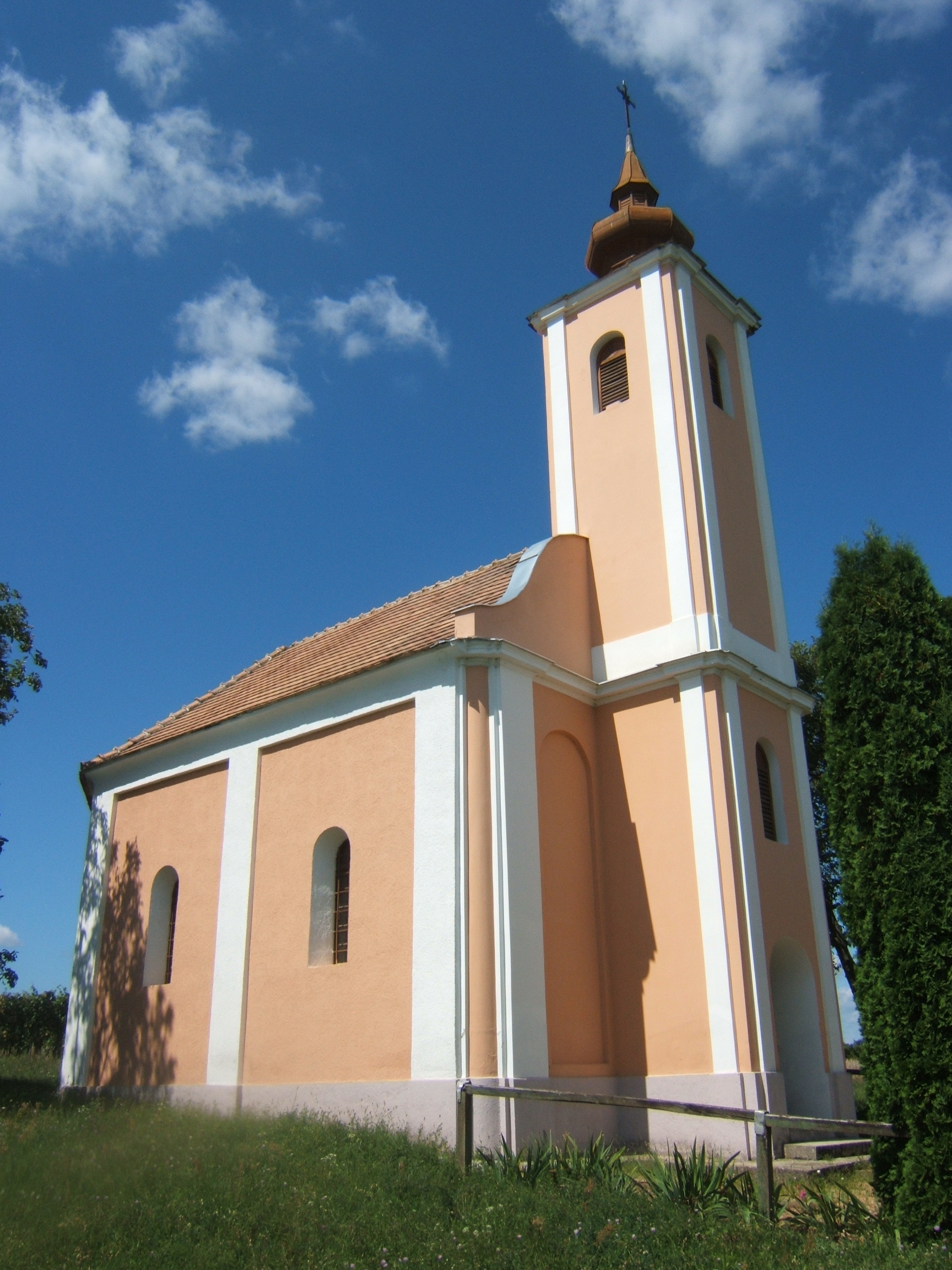
Szőlőhegyi kápolna (1870)
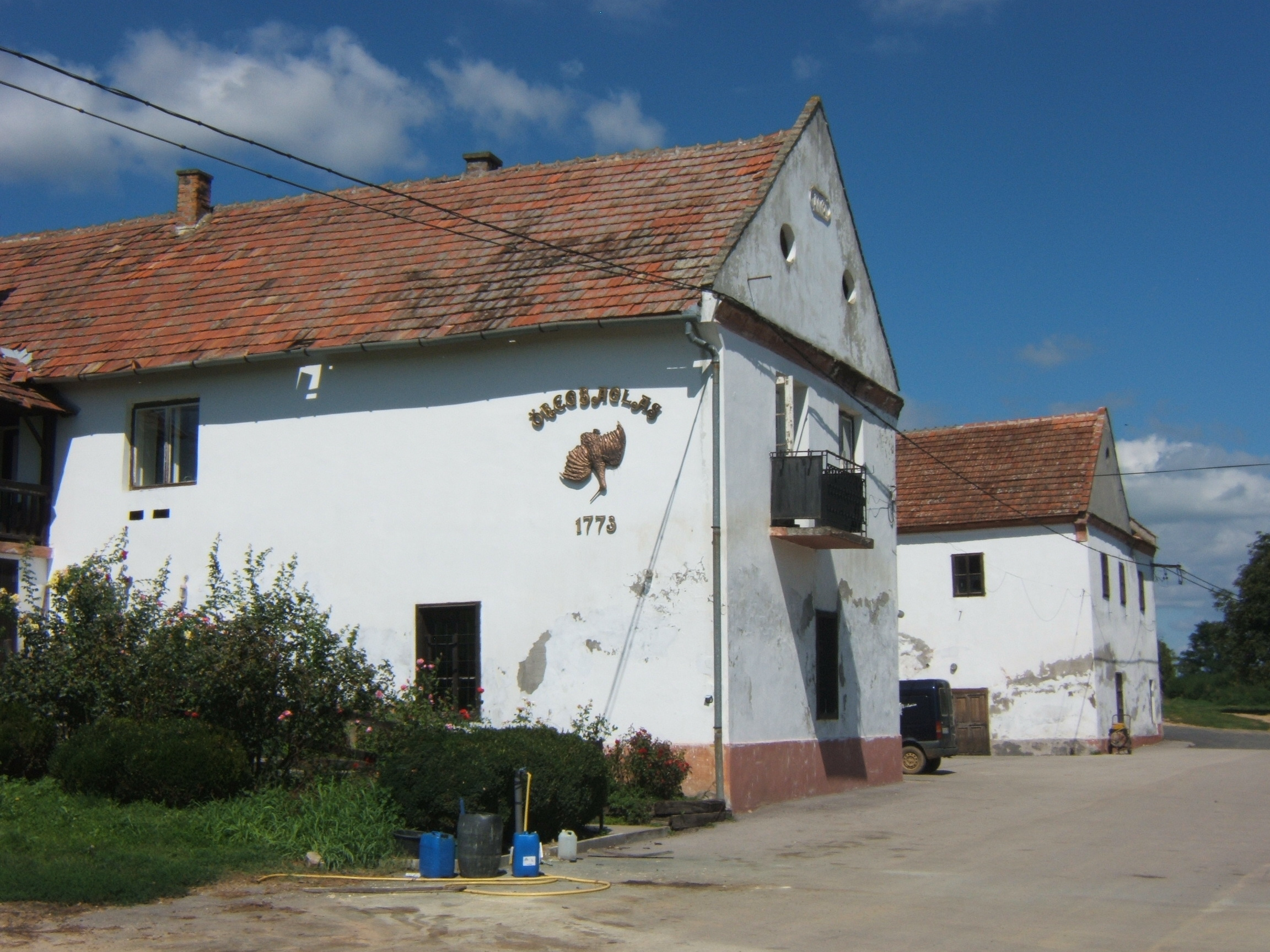
A Hunyady-pince (1773)
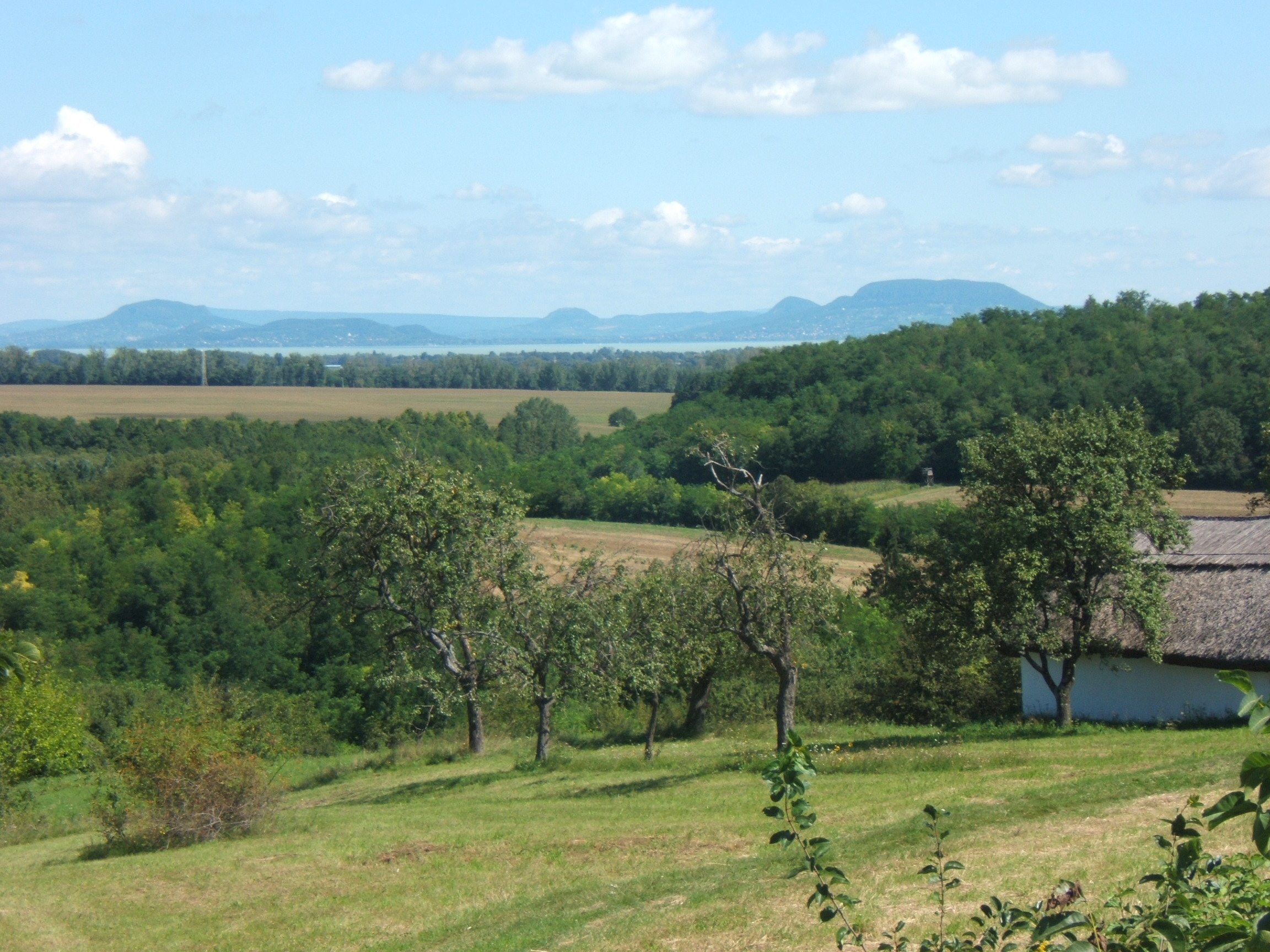
Kilátás a szőlőhegyről
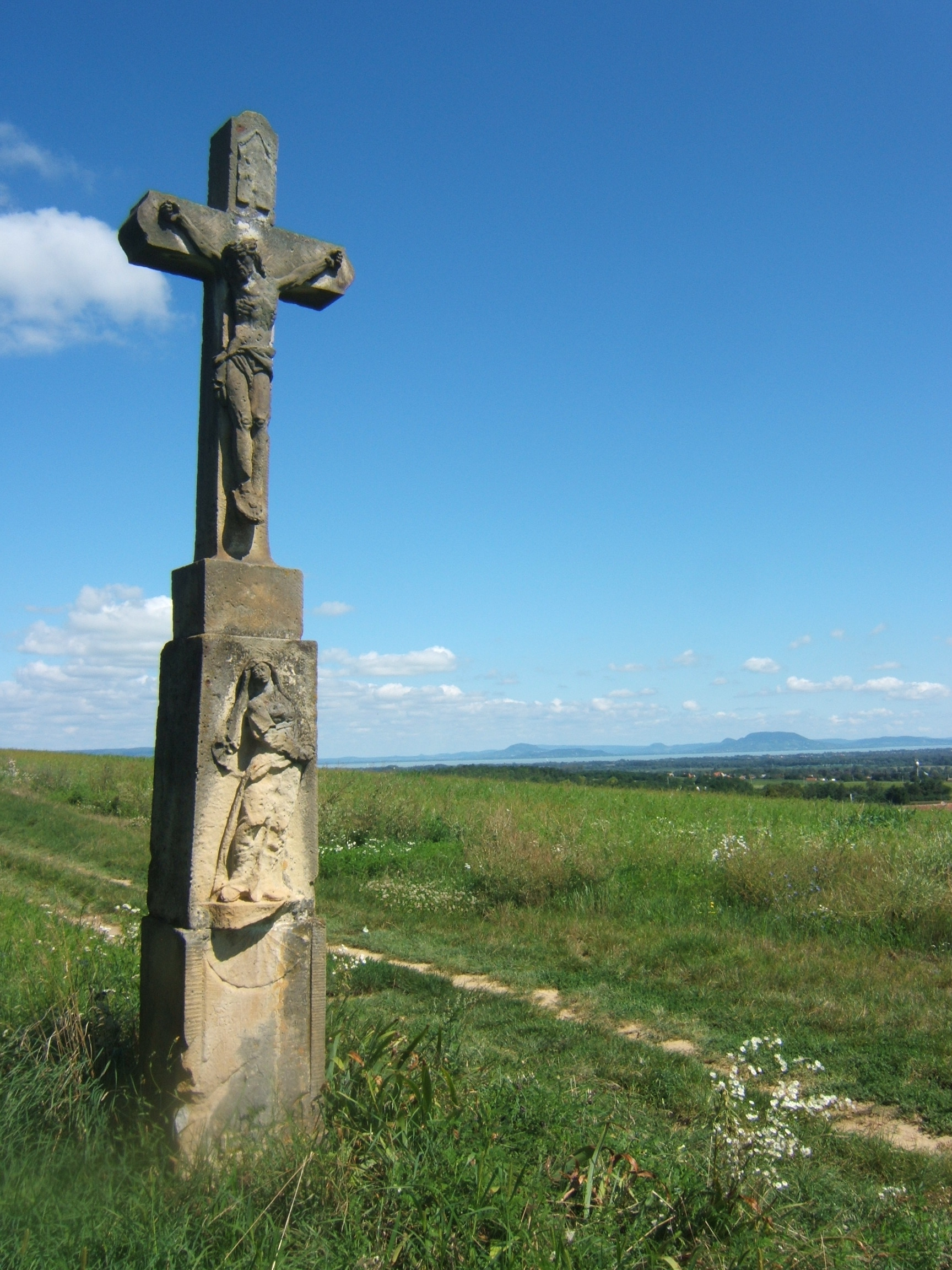
Kőkereszt a szőlőhegyen (1813)
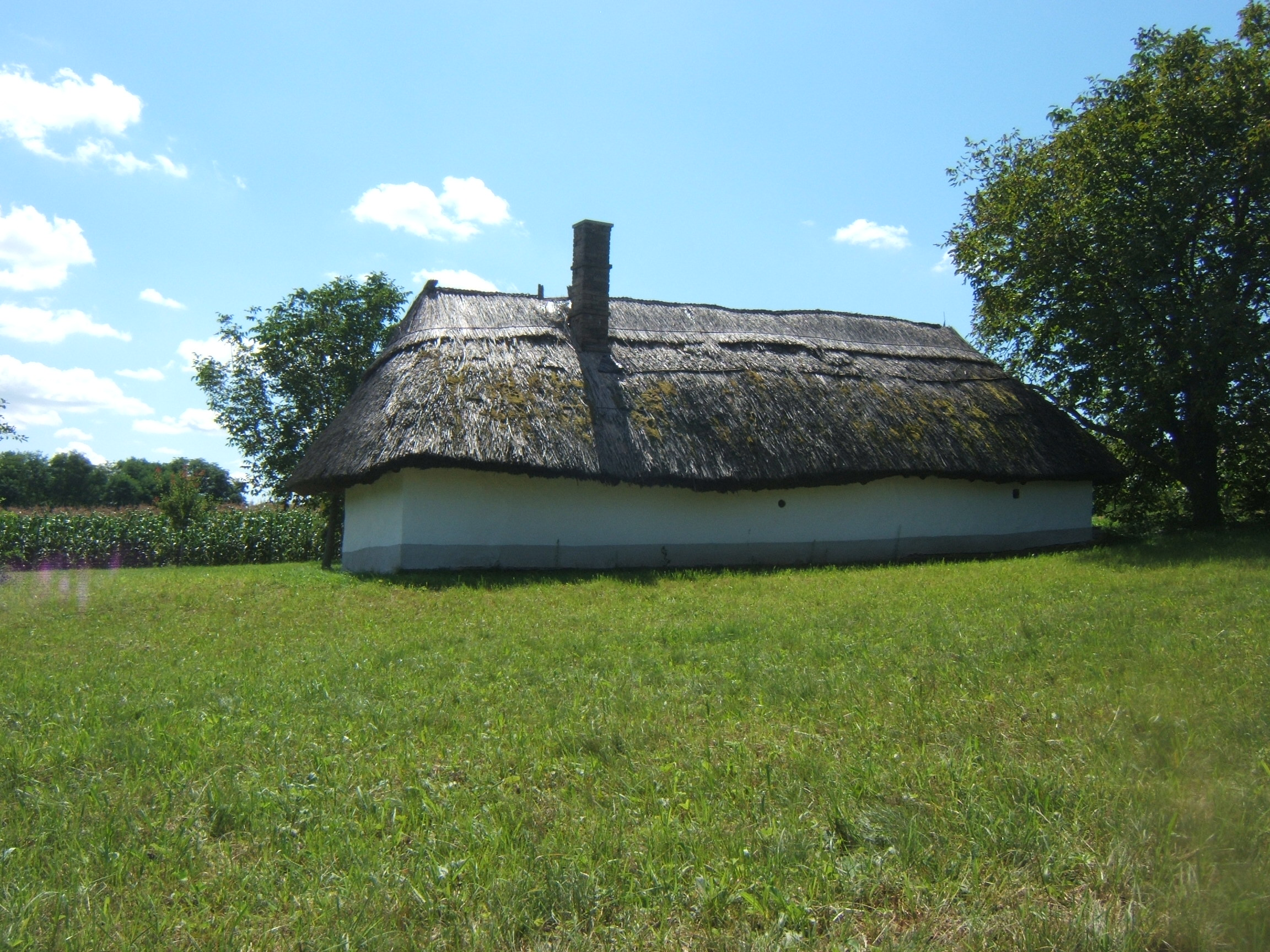
Régi présház
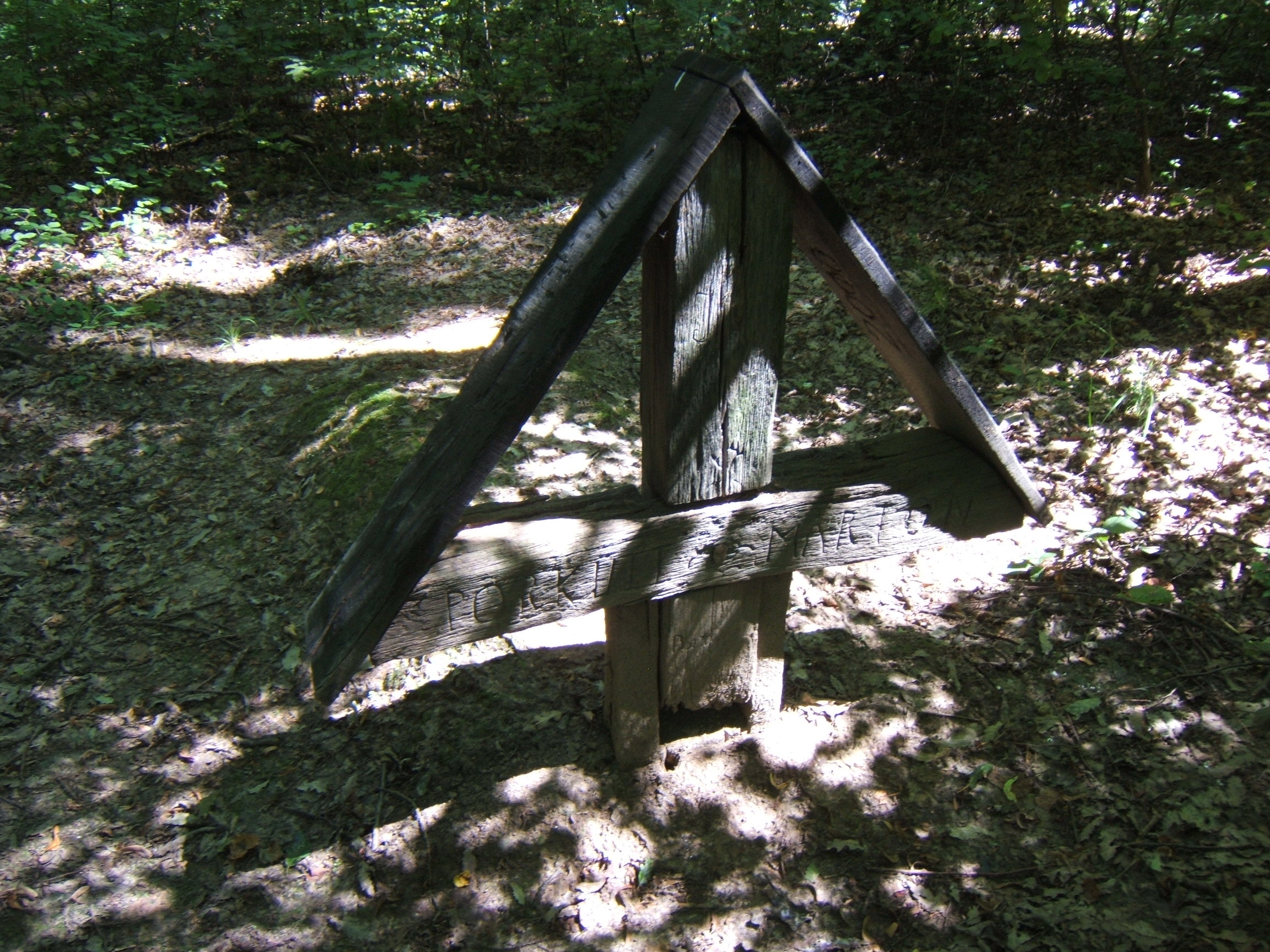
Pörkütt Márton sírja az erdőben
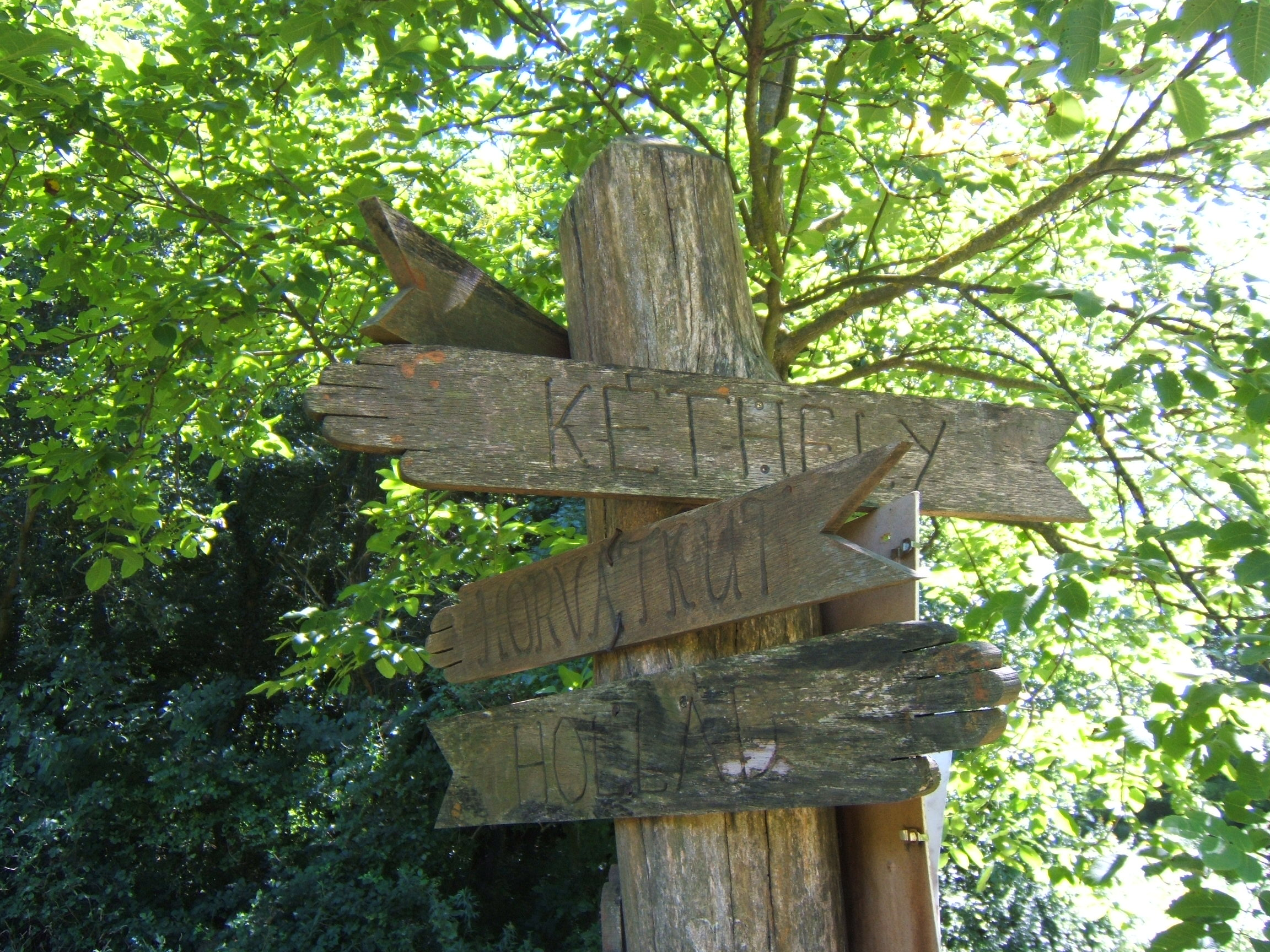
Az egykori kezesfa helyén álló útjelző

## Testvértelepülések
- Nova Rača, Horvátország[28]